# یاچنو
یاچنو (به لاتین: Jaczno) یک روستا در لهستان است که در گمینا دانبرووا بیاووستوتسکا واقع شده‌است.